# (48494) 1992 WM
1992 دابليو أم (ويعرف أيضًا باسم (48494) 1992 دابليو أم وفق تسمية الكوكب الصغير) (بالإنجليزية: 1992 WM)‏ هو كويكب ضمن حزام الكويكبات؛ وترتيبه 48494 من حيث الاكتشاف.
اكتُشف هذا الجُرم الفلكي بواسطة هيروشي كانيدا في 16 نوفمبر 1992.

## وصلات خارجية
- (48494) 1992 WM في قاعدة بيانات مختبر الدفع النفاث لأجرام النظام الشمسي الصغيرة

- الاكتشاف · مخطط المدار ·  العناصر المدارية · المعلمات المادية

- (48494) 1992 WM على موقع ويكي سكاي: DSS2, SDSS, GALEX, IRAS, Hydrogen α, X-Ray, Astrophoto, Sky Map, Articles and images